# Harry Redknapp
Pour les articles homonymes, voir Redknapp.
Harry Redknapp, né le 2 mars 1947 à Londres, est un footballeur anglais qui est aujourd'hui entraîneur.
Il est le père de l'ancien international anglais Jamie Redknapp et l'oncle de Frank Lampard.

## Biographie
En 1990, il échappe miraculeusement à la mort dans un accident de voiture qui fait cinq victimes en Italie pendant la Coupe du monde. Il perd l'odorat après cet accident.
Son fils, Jamie Redknapp (passé par Liverpool et Tottenham et comptant 17 sélections pour l'Angleterre), joue sous ses ordres à Bournemouth et à Southampton FC. 
Après avoir mené Tottenham Hotspur à la quatrième place du classement lors de la saison 2009-2010, qualifiant sa formation pour le tour préliminaire de la Ligue des champions, une première dans l'histoire du club, il est élu manager de l'année en Angleterre pour le jeu spectaculaire et offensif pratiqué par son équipe.
Très proche du monde des agents de football, il est impliqué dans différentes affaires liées à des transferts douteux de joueurs. En 2006, il est dénoncé par la BBC pour avoir reçu un cheval de course (Double Fantasy) de la part d'un agent, Willie McKay, Écossais domicilié à Monaco. En novembre 2007, il est également arrêté à son domicile après avoir été confondu dans une affaire de commission dans le transfert d'Amdy Faye d'Auxerre à Portsmouth. 
Le mercredi 2 novembre 2011, Harry Redknapp est opéré des artères coronaires afin de les déboucher. Il retrouve son banc de touche le lundi 21 novembre 2011 à l'occasion d'une victoire des siens deux buts à zéro sur Aston Villa, cette victoire permet à Tottenham de se placer sur le podium de Premier league. Redknapp quitte le club londonien le 14 juin 2012.
Le 24 novembre 2012, Harry Redknapp succède à Mark Hughes comme entraîneur de Queens Park Rangers. Alors que sa mission s'annonçait difficile, les QPR finissent bon dernier de Premier League après une saison catastrophique. Le 24 avril 2014, il réussit à remonter en Premier League à la suite de la victoire 1-0 sur Derby County, en finale des play-offs au Wembley Stadium. Alors que le club est de nouveau relégable, il démissionne de son poste d'entraîneur le 3 février 2015 pour raison médicale et la nécessité d'une opération au genou.
En novembre 2018 il s'envole pour la jungle australienne pour l'émission anglaise I'm a Celebrity… Get Me Out of Here! 18. Le 9 décembre 2018, et 22 jours de compétition il en sort vainqueur.

## Palmarès
| - Bournemouth AFC - Championnat d'Angleterre de D3 - Champion : 1987. - Football League Trophy - Vainqueur : 1984. |  | - West Ham United - Coupe Intertoto - Vainqueur : 1999. |  | - Portsmouth - Championnat d'Angleterre de D2 - Champion : 2002. - Coupe d'Angleterre - Vainqueur : 2008. - Community Shield - Finaliste : 2008. |  | - Tottenham Hotspur - Coupe de la Ligue - Finaliste : 2009. |